# Si ma gueule vous plaît
Pour plus de détails, voir Fiche technique et Distribution.
Si ma gueule vous plaît est un film français réalisé par Michel Caputo, sorti en 1981.

## Fiche technique
- Réalisation : Michel Caputo
- Scénario d'après une idée originale de Monique Pantel
- Adaptation et Dialogue : Odile Barski
- Images : Jacques Lefrançois
- Décors : Jean-Pierre Lemoine, Alain Pigeaux, André Casalta
- Montage : Hélène Plemiannikov
- Musique : Gérard Blanc et Sylvain Pauchard du groupe Martin Circus
- Son : Henri Roux
- Assistant réalisateur : Alain Maline, Gérard Krawczyk, Catherine Breton
- Production : Benjamin Simon pour ATC 3000, Les Productions Artistes Associés
- Distribution : Les Artistes Associés
- Pellicule 35mm, couleur
- Origine : France (1981)
- Sorti à Paris le 23 décembre 1981
- Affiche : Jouineau Bourduge (France)

## Distribution
- Valérie Mairesse : Catherine
- Bernadette Lafont : Denise Lemoine, la concierge
- Michel Galabru : Fabien de Ligeau, le PDG
- David Pontremoli : Thomas
- Pascale Roberts : Elisabeth
- Dominique Erlanger : Maître Karish, l'avocate
- Anne Fontaine : Isabelle
- Sonia Vareuil Héléna
- Gaëlle Legrand : Eva
- Jean-François Garreaud : L'homme traqué
- Christophe Bourseiller : Le dragueur au play-back
- Henri Courseaux : Michel
- Patrick Messe : Yves
- Éric Legrand : Christian
- Marthe Villalonga : La femme pied noir
- Jacques Canselier : Le "sosie" de Robert Redford
- Michel Modo : Le vendeur du sex-shop
- Brigitte Lahaie : La strip-teaseuse
- Florence Blot : Une dame dans la rue
- Alain Maline : Le facteur
- Benjamin Simon : L'émir
- Gérard Krawczyk
- Gillian Gil
- Sybil Maas
- Annie Savarin